# مرکز تولید رؤیا
مرکز تولید رؤیا (انگلیسی: Dream Productions)، یک مینی‌سریال تلویزیونی پویانمایی آمریکایی تولید شده توسط استودیو انیمیشن پیکسار برای سرویس استریمینگ دیزنی+ است. این مجموعه توسط مایک جونز توسعه داده و خلق شده است و بین رویدادهای فیلم‌های درون و بیرون (۲۰۱۵) و درون و بیرون ۲ (۲۰۲۴) اتفاق می‌افتد و به عنوان یک بین‌دنباله عمل می‌کند. این سریال داستان پائولا پرسیمن (پائولا پل) را دنبال می‌کند که با زنی (ریچارد آیوادی) همکاری می‌کند تا رؤیای بزرگ بعدی را خلق کنند. جونز به عنوان نمایش‌گردان این مجموعه فعالیت کرده است.

## بازیگران صداپیشه
- پائولا پل در نقش پائولا پرسیمن، کارگردان شناخته‌شده رؤیاها و رئیس فعلی مرکز تولید رؤیا[۱]
- ریچارد آیوادی در نقش کنی «زنی» دیوبری، کارگردان مغرور روزانه، برادرزاده جین و دستیار جدید پائولا[۱]
- کنسینگتون تالمن در نقش رایلی اندرسن، دختری که در لحظات مختلف از کودکی تا نوجوانی ظاهر می‌شود[۱]
- مایا رودولف[۱] در نقش جین دیوبری، رئیس سابق مرکز تولید رؤیا، عمه زنی و رئیس پائولا[۲]
- آلی مکی[۱] در نقش جنل جانسون، دستیار سابق پائولا که رؤیای ساخت رویاهای خود را دارد[۲]

## قسمتها
این مجموعه شامل ۴ قسمت است که همگی در ۱۱ دسامبر ۲۰۲۴ در دیزنی+ منتشر شدند. هر قسمت به بخشی از چالش‌های پائولا و تیمش در تولید رویاهای مناسب برای رایلی می‌پردازد.

## تولید
این مجموعه با بودجه‌ای کمتر از تولیدات معمول پیکسار ساخته شده است. جونز این تجربه را مشابه ساخت یک فیلم مستقل درون پیکسار توصیف کرده است. ابتدا قرار بود این مجموعه ۷ قسمت باشد، اما به دلیل محدودیت‌های بودجه به ۴ قسمت کاهش یافت.

## موسیقی
نامی ملوماد موسیقی این مجموعه را ساخته است. موسیقی او ترکیبی از سبک‌های مختلف از جمله فانک، راک و جاز دهه ۷۰ است که به فضای هالیوودی مجموعه کمک می‌کند.

## بازخورد
این مجموعه نقدهای عموماً مثبتی دریافت کرد و در راتن تومیتوز امتیاز ۷۸٪ را به دست آورد. بسیاری از منتقدان وفاداری آن به دنیای درون بیرون و طنز هوشمندانه آن را تحسین کردند.

## جوایز
این مجموعه در چندین رشته نامزد و برنده جایزه انی شد، از جمله:
- بهترین مینی‌سریال - برنده
- بهترین صداپیشگی برای پائولا پل - برنده